# Kinyongia asheorum
Kinyongia asheorum är en ödla i familjen kameleonter som förekommer i norra Kenya. Artepitet i det vetenskapliga namnet hedrar paret James och Sanda Ashe som gav pangar för forskningen inom herpetologin i Afrika.
Arten är endast känd från berget Soit Nyiro (eller endast Nyiro). Den hittades mellan 2000 och 2450 meter över havet. Exemplaren vistas i halvfuktiga skogar. De klättrar ofta i stora gamla träd.
I låga delar av bergstrakten förekommer skogsröjningar och bränder. Ifall utveckligen fortsätter påverkas arten negativ. IUCN listar arten som nära hotad (NT).